# ハメ城

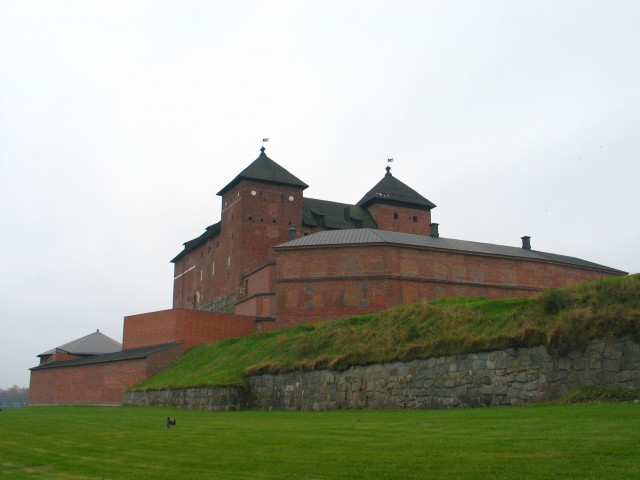
現代のハメ城

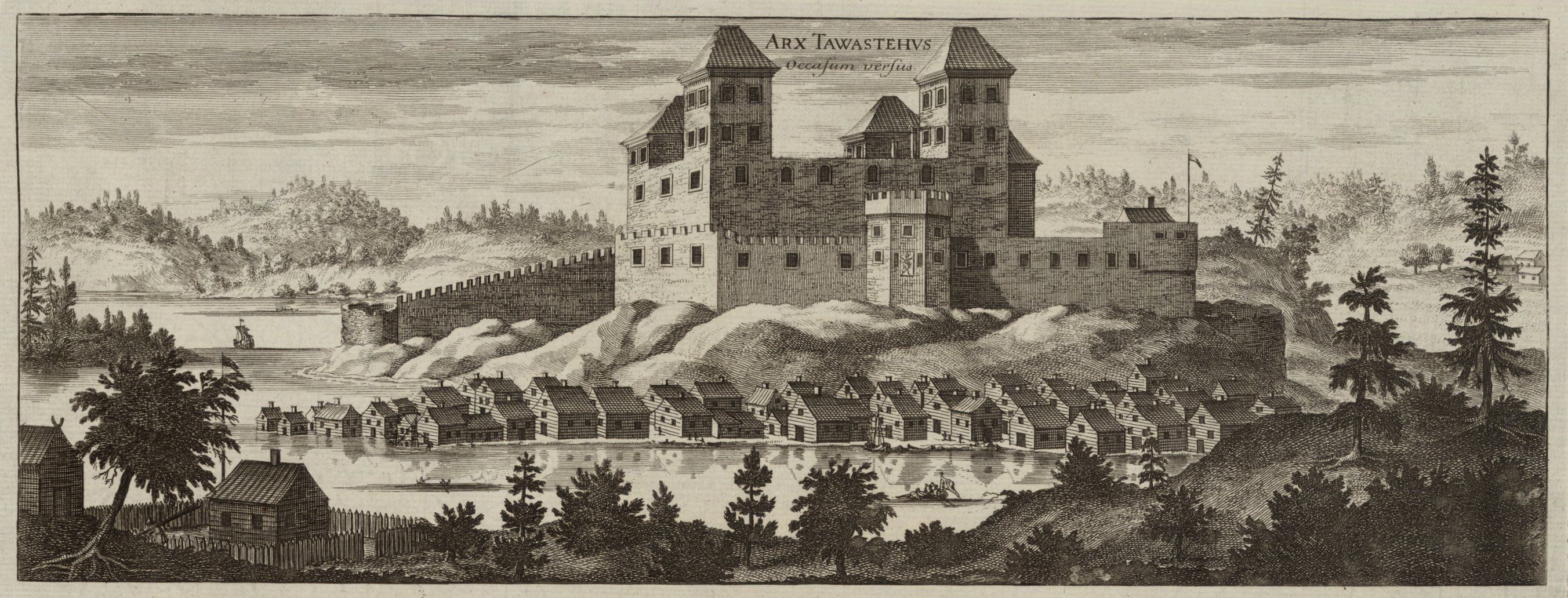
1650年代後半のハメ城

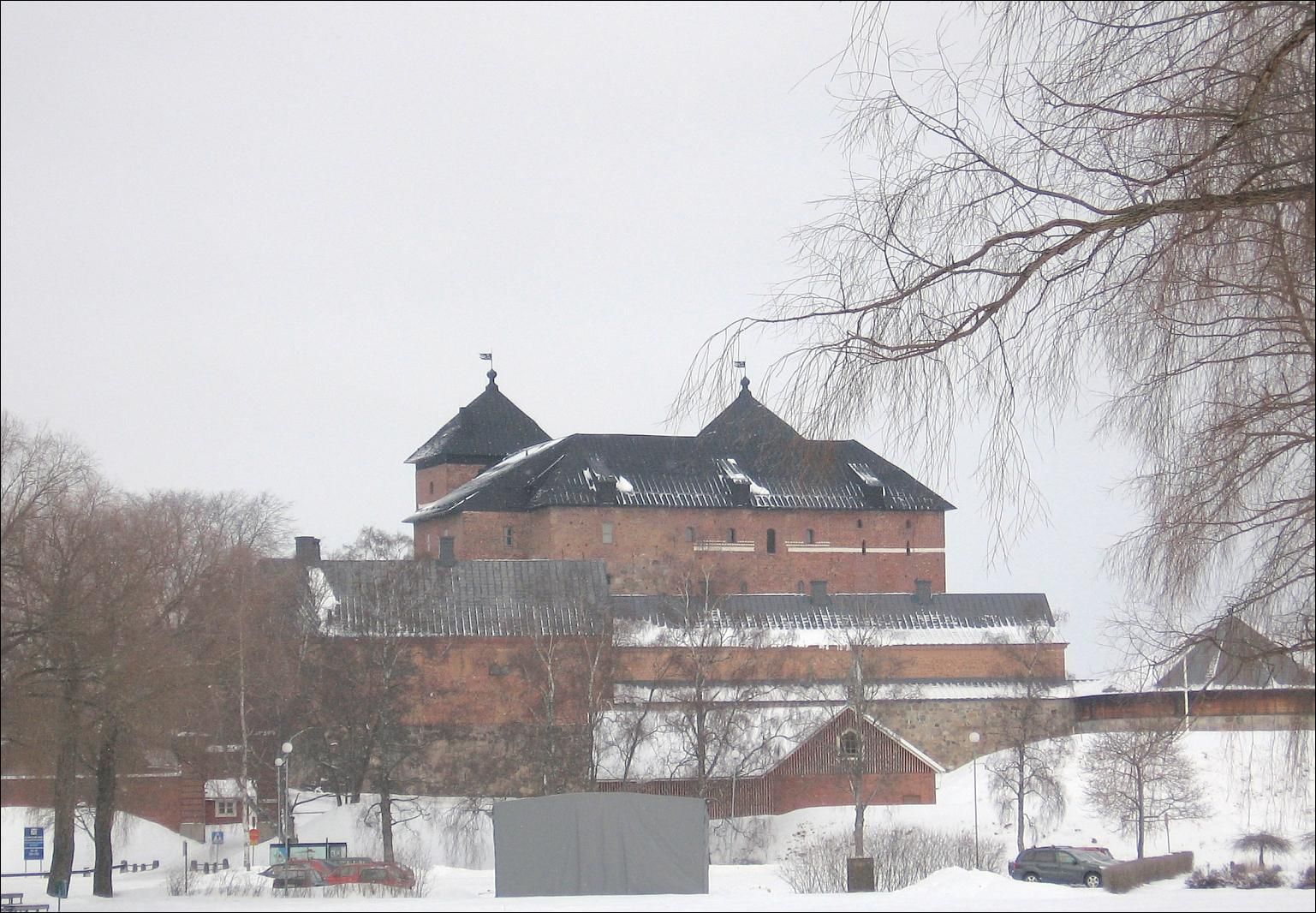
冬のハメ城

ハメ城（Hämeen linna）は、フィンランド共和国カンタ＝ハメ県のハメーンリンナにある城。

## 歴史
1260年、北方十字軍遠征に際しフィン人に対抗して木造城壁が建設された。1270年から1300年にかけて増強され、1300年からは煉瓦造への改修が開始され、1350年までに大キープが建設され、1500年までにゴシック様式の城になった。

## 参考資料
- J・E・カウフマン、H・W・カウフマン共著、ロバート・M・ジャーガ絵、中島智訳「中世ヨーロッパの城塞 攻防戦の舞台となった中世の城塞、要塞および城壁都市」マール社